# TOI-3919
TOI-3919 — одиночная звезда в созвездии Гончих Псов на расстоянии около 1899 световых лет (около 582 парсек) от Солнца. Визуальная звёздная величина звезды — +12,804m. Возраст звезды определён как около 3,1 млрд лет.
Вокруг звезды обращается, как минимум, одна планета.

## Характеристики
TOI-3919 — жёлто-белая звезда спектрального класса F8V. Масса — около 1,208 солнечной, радиус — около 1,319 солнечного, светимость — около 2,168 солнечной. Эффективная температура — около 6100 K.

## Планетная система
В 2024 году группой астрономов проекта TESS было объявлено об открытии планеты TOI-3919 b.